# Kalim Siddiqui
Kalim Siddiqui (geboren am 15. September 1931 in Dondi-Lohara, Central Provinces and Berar, Britisch-Indien, heute: Chhattisgarh, Indien; gestorben am 18. April 1996 in Pretoria, Südafrika) war ein pakistanisch-britischer islamischer Autor, Wirtschaftswissenschaftler, Politologe und Journalist, der insbesondere als muslimischer Aktivist eines politischen Islams bekannt geworden ist. Er war Direktor des Muslim Institute in London und Gründer des Muslim Parliament of Great Britain.

## Leben und Wirken
Nach der Gründung Pakistans schloss er sich 1948 kurz der Khilafatsbewegung in Karatschi an und gab die Zeitung The Independent Leader heraus. 1954 emigrierte er nach London, wo er als Journalist arbeitete. In den 1960er Jahren schloss er ein Studium in Wirtschaftswissenschaften ab. 1972 promovierte er in Internationalen Beziehungen am University College London. Er gründete 1972 das Muslim Institute (Musliminstitut) in London. Er setzte sich in seinen Schriften für den politischen Islam ein und war ein Unterstützer der Islamischen Revolution im Iran von 1979. Er verteidigte auch nach dem Tod von Ajatollah Chomeini (gestorben am 3. Juni 1989 in Teheran) dessen Fatwa gegen den britisch-indischen Autor Salman Rushdie.

“Kalim Siddiqui, director of the Iranian-backed Muslim Institute, shouted at a meeting: ‘I would like every Muslim to raise his hand in agreement with the death sentence on Salman Rushdie. Let the world see that every Muslim agrees that this man should be put away.’”

Auf seinen Sitzungen in England warb er für die Gründung einer islamischen Organisation namens Muslim Parliament of Great Britain (Britisches Muslimparlament), welche sich die Einladung von Nicht-Muslimen zum Islam zum Ziel setzte, ähnlich dem  Jewish Board of Deputies (englisch Abgeordnetenausschuss der britischen Juden). 1992 wurde das Muslim Parliament of Great Britain gegründet.

## Werke (Auswahl)
1. Functions of International Conflict – A Socio-economic Study of Pakistan. The Royal Book Company, Karachi 1975.
2. Conflict, Crisis and War in Pakistan. Macmillan, London / New York 1972.
3. Issues in the Islamic Movement Band I–III.
4. In Pursuit of the Power of Islam. The Muslim Institute 1996, ISBN 0-905081-58-7.
5. Stages of Islamic Revolution – kalimsiddiqui.com (PDF; 35 MB)[3]